# カザール・ヴェリーノ
カザール・ヴェリーノ（伊: Casal Velino）は、イタリア共和国カンパニア州サレルノ県にある、人口約5,300人の基礎自治体（コムーネ）。

## 地理

### 位置・広がり

#### 隣接コムーネ
隣接するコムーネは以下の通り。
- アシェーア
- カステルヌオーヴォ・チレント
- オミニャーノ
- ポッリカ
- サレント
- ステッラ・チレント

## 行政

### 分離集落
カザール・ヴェリーノには、以下の分離集落（フラツィオーネ）がある。
- Acquavella, Bivio di Acquavella, Casal Velino Marina, Vallo Scalo.